# Prochoerodes transvertens
Prochoerodes transvertens là một loài bướm đêm trong họ Geometridae.